# Chuck Jura
Charles Jura, detto Chuck (Schuyler, 28 marzo 1950), è un ex cestista statunitense.

## Carriera
Originario del Nebraska (anche se i suoi erano di lontana ascendenza boema), scelto al terzo draft dai Chicago Bulls nel 1972, esordì nel campionato italiano con la Pallacanestro Milano, sponsorizzata Mobilquattro, nel 1972-73 al posto del veterano Dennis Grey.
Con l'aiuto di Chuck Jura, soprannominato lo Sceriffo (questa era infatti la professione esercitata dal padre di Chuck nel Nebraska), la Mobilquattro (dal 1976 sponsorizzata Rank Xerox), che nel frattempo diede la panchina a coach Dido Guerrieri, arrivò a scavalcare i cugini dell'Olimpia durante gli anni che vanno dal 1975 al 1978. Problemi di budget impedirono sempre alla società di via Monreale di poter competere per lo scudetto, i sacrifici vennero fatti per trattenere Jura che da solo garantiva pubblico e record: nel 1974-75 in un Mobilquattro - Sinudyne Bologna dove, di fronte a Tom McMillen (che avrebbe poi avuto un'ottima carriera in NBA), totalizzò 52 punti; da ricordare, sempre nel 1975 contro Scavolini Pesaro, un canestro da 26 metri a fil sirena.
Fu anche il miglior marcatore del campionato italiano in tre stagioni consecutive tra il 1975-76 e il 1977-78.
Quando nel 1979 abbandonò Milano per trasferirsi alla Federale Lugano, i tifosi meneghini si organizzarono per seguire le sue imprese nel campionato elvetico. In seguito Jura tornò in Italia, prima a Mestre nel 1980-81 (promozione in A1) e 1981-82 (salvezza) (in Cagiva Varese-Jesus Mestre realizzò 35 punti in 34 minuti ...). L'anno successivo a Bergamo (altra promozione in A1), poi a Roma e nel 1985 alla Pallacanestro Livorno. Nella squadra toscana, tuttavia, Jura non giocò perché andò via senza preavviso.
La passione e la voglia di giocare restano, tant'è che "lo sceriffo" nel 2008 è ancora "Campione del mondo Over 50" con la Nazionale USA.

## Statistiche
Statistiche aggiornate al 1º gennaio 2009
| Stagione        | Squadra             | Competizione | Partite | Partite | Partite | Statistiche tiro | Statistiche tiro | Statistiche tiro | Altre statistiche | Altre statistiche | Altre statistiche | Altre statistiche | Altre statistiche |
| Stagione        | Squadra             | Competizione | Pres.   | Titol.  | Minuti  | Tiri da 2        | Tiri da 3        | Liberi           | Rimb.             | Assist            | Rubate            | Stopp.            | Punti             |
| --------------- | ------------------- | ------------ | ------- | ------- | ------- | ---------------- | ---------------- | ---------------- | ----------------- | ----------------- | ----------------- | ----------------- | ----------------- |
| 1972-1973       | Mobilquattro Milano | Serie A      |         |         |         |                  |                  |                  |                   |                   |                   |                   |                   |
| 1973-1974       | Mobilquattro Milano | Serie A      |         |         |         |                  |                  |                  |                   |                   |                   |                   |                   |
| 1974-1975       | Mobilquattro Milano | Serie A1     |         |         |         |                  |                  |                  |                   |                   |                   |                   |                   |
| 1975-1976       | Mobilquattro Milano | Serie A1     | 33      |         |         | 462/832          |                  | 171/252          | 550               | 25                | 74                |                   | 1095              |
| 1976-1977       | Xerox Milano        | Serie A1     | 32      |         |         | 426/757          |                  | 200/293          | 573               | 36                | 100               | 48                | 1052              |
| 1977-1978       | Xerox Milano        | Serie A1     | 33      |         |         | 401/709          |                  | 195/264          | 478               | 31                | 118               | 37                | 997               |
| 1978-1979       | Xerox Milano        | Serie A1     | 29      |         | 1114    | 313/552          |                  | 167/216          | 330               | 29                | 80                | 23                | 793               |
| 1979-1980       | Federale Lugano     | LNBA         |         |         |         |                  |                  |                  |                   |                   |                   |                   |                   |
| 1980-1981       | Superga Mestre      | Serie A2     | 36      |         | 1422    | 383/664          |                  | 201/296          | 476               | 83                | 126               | 45                | 967               |
| 1981-1982       | Jesus Jeans Mestre  | Serie A1     | 32      |         | 1224    | 302/537          |                  | 169/246          | 369               | 24                | 99                | 35                | 773               |
| 1982-1983       | Sav Bergamo         | Serie A2     | 33      |         | 1281    | 391/655          |                  | 212/288          | 367               | 41                | 87                | 34                | 994               |
| 1984-1985       | Master V Roma       | Serie A2     | 24      | 24      | 938     | 274/458          | 2/3              | 99/133           | 257               | 46                | 61                | 28                | 653               |
| Totale carriera |                     |              |         |         |         |                  |                  |                  |                   |                   |                   |                   |                   |